# Lindsey McKeon
Lindsey Johnson McKeon (Summit, 11 marzo 1982) è un'attrice statunitense.

## Biografia
È nota al pubblico televisivo italiano soprattutto per aver interpretato dal 2001 al 2004 il ruolo di Marah Lewis, la figlia di Reva Shayne (Kim Zimmer) e Joshua Lewis (Robert Newman) nella soap opera Sentieri.
Ha inoltre recitato, tra l'altro, come guest star nelle serie televisive Opposite Sex, One Tree Hill e Supernatural ed ha avuto alcuni ruoli cinematografici.

## Filmografia

### Cinema
- Boston Streets (What Doesn't Kill You), regia di Brian Goodman (2008)
- Airline Disaster, regia di John J. Willis III (2010)
- Indigenous, regia di Alastair Orr (2014)

### Televisione
- Crescere, che fatica! (Boy Meets World) – serie TV, episodi 3x09-5x10 (1995-1998)
- Bayside School - la nuova classe (Saved by the Bell: The New Class) – serie TV, 78 episodi (1996-2000)
- Una famiglia del terzo tipo (3rd Rock from the Sun) – serie TV, episodio 5x11  (2000)
- Opposite Sex – serie TV, 8 episodi (2000)
- Piccoli delitti tra amici (Class Warfare), regia di Richard Shepard – film TV (2001)
- Sentieri (Guiding Light) – serial TV, 4 puntate (2001-2004)
- One Tree Hill – serie TV, 8 episodi (2004-2010)
- CSI: Miami – serie TV, episodio 3x20 (2005)
- C'è sempre il sole a Philadelphia (It's Always Sunny in Philadelphia) – serie TV, episodio 1x06 (2005)
- Supernatural – serie TV, 4 episodi (2006-2014)
- Veronica Mars – serie TV, episodi 3x03-3x17 (2006-2007)
- Cold Case - Delitti irrisolti (Cold Case) – serie TV, episodio 4x13 (2007)
- Senza traccia (Without a Trace) – serie TV, episodio 5x17 (2007)
- IQ-145 – serie TV, 10 episodi (2008)
- Dr. House - Medical Division (House, M.D.) – serie TV, episodio 5x21 (2009)
- 90210 – serie TV, episodio 5x03 (2012)
- Terapia d'urto (Necessary Roughness) – serie TV, episodio 3x02 (2013)
- Drop Dead Diva – serie TV, episodio 6x03 (2014)
- NCIS - Unità anticrimine (NCIS) – serie TV, episodio 13x09 (2015)
- Training Day  – serie TV, episodio 1x01 (2017)

## Riconoscimenti
- Per tre anni consecutivi (1998, 1999 e 2000) ha ricevuto la nomination per uno YoungStar Awards.
- Nel 1997 ha ricevuto la nomination per uno Young Artist Award.
- Per due volte (2002 e 2003), ha ricevuto la candidatura all'Emmy Award.

## Doppiatrici italiane
Nelle versioni in italiano delle opere in cui ha recitato, Lindsey McKeon è stata doppiata da:
- Federica De Bortoli in Bayside School - la nuova classe
- Emanuela Pacotto in Sentieri
- Alessia Amendola in One Tree Hill
- Claudia Razzi in CSI: Miami
- Deborah Ciccorelli in Airline Disaster
- Domitilla D'Amico in Supernatural (ep. 2x01)
- Barbara De Bortoli in Supernatural (ep. 4x15, 6x11)
- Chiara Colizzi  in Supernatural (ep. 9x22)
- Ilaria Latini in Cold Case  - Delitti irrisolti
- Laura Latini in Dr. House - Medical Division